# شهرستان آییرتاو
شهرستان آییرتاو (به قزاقی: Айыртау ауданы، ايىرتاۋ اۋدانى) یک شهرستان در قزاقستان است که در استان قزاقستان شمالی واقع شده‌است.

## خصوصیات
شهرستان آییرتاو ۴۱٬۲۳۴ نفر جمعیت دارد.